# Liste der Kulturdenkmäler in Ernst (Mosel)
In der Liste der Kulturdenkmäler in Ernst sind alle Kulturdenkmäler der rheinland-pfälzischen Ortsgemeinde Ernst aufgeführt. Grundlage ist die Denkmalliste des Landes Rheinland-Pfalz (Stand: 21. September 2023).

## Einzeldenkmäler
| Bezeichnung                     | Lage                                     | Baujahr                    | Beschreibung | Bild                                    |
| ------------------------------- | ---------------------------------------- | -------------------------- | --- | --------------------------------------- |
| Wegekreuz                       | Auf der Winneburg, bei Nr. 22 Lage       |                            | Wegekreuz, Basalt | BW                                      |
| Wohnhaus                        | Auf der Winneburg 29 Lage                | 1503/04                    | Doppelhaus; Fachwerkhaus, teilweise massiv, dendrodatiert 1503/04; Fachwerkhaus, teilweise massiv, bezeichnet 1578                                          | Fotos hochladen                         |
| Portal                          | Fährstraße, an Nr. 9 Lage                | 1772                       | Portal, bezeichnet 1772 | BW                                      |
| Wohnhaus                        | Fährstraße 11 Lage                       | 16. Jahrhundert            | Fachwerkhaus, teilweise massiv, Mansarddach, 16. Jahrhundert, Dachumbau im 18. Jahrhundert; rückwärtig Bruchsteinbau mit spätgotischem Portal               | BW                                      |
| Wohnhaus                        | Fährstraße 16 Lage                       |                            | Wohnhaus eines Winzergehöfts, Fachwerk, teilweise massiv | BW                                      |
| Wohnhaus                        | Herrenstraße 5 Lage                      | spätes 18. Jahrhundert     | Bruchsteinbau, verputzt, spätes 18. Jahrhundert | BW                                      |
| Wohnhaus                        | Herrenstraße 14 Lage                     | 16. Jahrhundert            | Fachwerkhaus, teilweise massiv, 16. Jahrhundert | BW                                      |
| Brunnen                         | Kleinstraße, bei Nr. 3 Lage              |                            | Brunnen | BW                                      |
| Winzerhaus                      | Klosterstraße 5 Lage                     | um 1900/10                 | neubarockes Winzerhaus, um 1900/10 | weitere Bilder Fotos hochladen          |
| Wohnhaus                        | Klosterstraße 11 Lage                    | 1779                       | zweiflügeliges Fachwerkhaus, teilweise verputzt, bezeichnet 1779                                                                                            | BW                                      |
| Heiligenhäuschen                | Moselstraße, vor Nr. 28 Lage             | 1850                       | Heiligenhäuschen, 1850; Kreuz, bezeichnet 1663; Grabkreuz, bezeichnet 1762                                                                                  | BW                                      |
| Wohnhaus                        | Moselstraße 30 Lage                      | 18. Jahrhundert            | Fachwerkhaus, teilweise massiv, verputzt, abgewalmtes Mansarddach, 18. Jahrhundert                                                                          | BW                                      |
| Wohnhaus                        | Moselstraße 38 Lage                      | 1901                       | Krüppelwalmdachbau, Bruchstein, bezeichnet 1901 | BW                                      |
| Bürgerhaus                      | Moselstraße 46 und 47 Lage               | um 1845                    | Alte Schule, Bruchsteinbau, um 1845; Neue Schule, Mansarddachbau, 1913; Gesamtanlage                                                                        | BW                                      |
| Wegekreuz                       | Moselstraße, bei Nr. 46 Lage             | 1616                       | Wegekreuz, Basalt, bezeichnet 1616 | BW                                      |
| Katholische Kirche St. Salvator | Moselstraße 48 Lage                      | 1844–48                    | Kreuzkuppelkirche mit Doppelturmfassade, 1844–48, Architekt Johann Claudius von Lassaulx; außen fünf Grabsteine, 19. Jahrhundert; Gesamtanlage mit Friedhof | weitere Bilder Fotos hochladen          |
| Heiligenhäuschen                | Moselstraße, Ecke Weingartenstraße Lage  | 1686                       | Heiligenhäuschen; Relief, bezeichnet 1686 | BW                                      |
| Wohnhaus                        | Weingartenstraße 13 Lage                 | 1687                       | Fachwerkanbau, datiert 1687; innen Hallenküche mit Rauchmantel                                                                                              | BW                                      |
| Brunnen                         | Weingartenstraße, gegenüber Nr. 21 Lage  |                            | Ziehbrunnen mit Brunnenhaus | BW                                      |
| Wohnhaus                        | Weingartenstraße 24 Lage                 | Mitte des 19. Jahrhunderts | Bruchsteinhaus, Mitte des 19. Jahrhunderts | BW                                      |
| Wegekreuz                       | Weingartenstraße, bei Nr. 24 Lage        | 1777                       | Wegekreuz, Basalt, bezeichnet 1777 | BW                                      |
| Brunnen                         | Weingartenstraße, bei Nr. 24 Lage        |                            | Ziehbrunnen mit Brunnenhaus | Fotos hochladen                         |
| Wohnhaus                        | Weingartenstraße 75 Lage                 | 16. Jahrhundert            | Massivbau, im Kern wohl aus dem 16. Jahrhundert | BW                                      |
| Brunnen                         | Weingartenstraße, bei Nr. 76 Lage        | 18. Jahrhundert            | Ziehbrunnen, 18. Jahrhundert | BW                                      |
| Portal                          | Weingartenstraße, an Nr. 77 Lage         | 1548                       | Sandsteinportal, spätmittelalterlich, bezeichnet [15]48 | Fotos hochladen                         |
| Wohnhaus                        | Weingartenstraße 81 Lage                 | 1832                       | Massivbau, Krüppelwalmdach, bezeichnet 1832; rückwärtig Fachwerkhaus, verputzt, wesentlich älter                                                            | BW                                      |
| Heiligenhäuschen                | Weingartenstraße, Ecke Herrenstraße Lage | 18. Jahrhundert            | Heiligenhäuschen, darin barocke Madonna (Kopie ?), 18. Jahrhundert                                                                                          | BW                                      |
| Kreuzkapelle                    | südlich des Ortes am Neuerberg Lage      | um 1709                    | Putzbau, um 1709 | BW                                      |
| Wegekreuz                       | westlich des Ortes an der B 49           | 1603                       | Wegekreuz, Basalt, bezeichnet 1603 | Direkt Bild zu diesem Denkmal hochladen |
| Wegekreuz                       | westlich des Ortes an der B 49           | 1633                       | Wegekreuz, Basalt, bezeichnet 1633 | Direkt Bild zu diesem Denkmal hochladen |

## Ehemalige Kulturdenkmäler
| Bezeichnung | Lage                       | Baujahr                  | Beschreibung | Bild |
| ----------- | -------------------------- | ------------------------ | --- | ---- |
| Wohnhaus    | Fährstraße, vor Nr. 2 Lage | 16. oder 17. Jahrhundert | Fachwerkhaus, teilweise massiv, im Kern aus dem 16. oder 17. Jahrhundert, im 18. Jahrhundert erweitert, zweiteilig, im hinteren Teil hohes Erdgeschoss, Obergeschoss weit vorkragend, gebogene Streben, der vordere Teil ebenfalls Fachwerk-Obergeschoss mit Jochstreben, Krüppelwalmdach; Gesamtanlage mit Garten und Pavillon; abgebrochen und durch Neubau ersetzt | BW   |